# 塞里西塔
塞里西塔是巴西米纳斯吉拉斯州的一个市镇。总面积166.674平方公里，总人口7083人，人口密度42.5人/平方公里。